# Laodice (esposa de Mitridates VI del Pont)
Laodice (grec antic: Λαοδίκη, Laodíkē) (morta l'any 105 aC) va ser una filla de Mitridates V Evergetes i germana i esposa de Mitridates VI Eupator del Pont.
Durant l'absència del seu marit va rebre informacions de què havia mort i va tenir llavors diverses relacions amoroses. Assabentada que el rei seguia viu es va alarmar pel càstig que li podia caure al damunt, i va intentar enverinar el seu espòs, però Mitridates se'n va assabentar i la va fer matar immediatament.